# Futbol Club Engolasters
El Futbol Club Engolasters fue un equipo de fútbol de Andorra que jugó en la Primera División de Andorra, la primera categoría nacional.

## Historia
Fue fundado en el año 1997 en la localidad de Engolasters con el nombre de Joieries Aurum como parte de la Primera División de Andorra para la temporada 1997/98, en la que finalizó en el sexto lugar entre 11 equipos.
Al año siguiente pasó a llamarse FC Engolasters y descendió de categoría al terminar en décimo lugar entre 12 equipos, sin haber comparecido al último partido del campeonato, por lo que perdió tres puntos, y posteriormente desapareció.
El club estuvo dos temporadas en la primera División de Andorra en la que jugó 42 partidos con 11 victorias, 8 empates y 23 derrotas; anotó 54 goles y recibió 74.

## Temporadas
| Temporada | Liga             | Posición | J  | G | E | P  | GF | GC | PTS | Notas     |
| --------- | ---------------- | -------- | -- | - | - | -- | -- | -- | --- | --------- |
| 1997/98   | Primera División | 6        | 20 | 7 | 3 | 10 | 30 | 45 | 24  |           |
| 1998/99   | Primera División | 10       | 22 | 4 | 5 | 13 | 24 | 49 | 14  | Descendió |